# Liste der Nummer-eins-Hits in Spanien (2018)
Diese Liste der Nummer-eins-Hits basiert auf den offiziellen Charts (Top 100 Canciones + Streaming und Top 100 Álbumes) der Productores de Música de España (Promusicae), der spanischen Landesgruppe der IFPI.

## Singles
| ← 2017 ← | Liste der Nummer-eins-Hits in Spanien | Liste der Nummer-eins-Hits in Spanien        | Liste der Nummer-eins-Hits in Spanien | 2019 →                    |
| \| Zeitraum \| Wo. ges. \| Interpret \| Titel Autor(en) \| Zusätzliche Informationen \| \| (Zeitraum, Wochen auf Platz eins, Interpret, Titel, Autor[en], zusätzliche Informationen) \| \| \| \| \| \| ----------------------------------------------------------------------------------------- \| -------- \| -------------------------------------------- \| ---------------------------------------------------------------------------------------------------------------------------------------------------------------------------- \| ------------------------- \| \| 24. November 2017 – 1. Februar 2018 10 Wochen \| 10 \| Luis Fonsi feat. Demi Lovato \| Échame la culpa Luis Fonsi, Alejandro Rengifo, Mauricio Rengifo, Andrés Torres \| – \| \| 2. Februar 2018 – 8. Februar 2018 1 Woche (insgesamt 5) \| 5 \| Aitana & Ana Guerra \| Lo malo \| – \| \| 9. Februar 2018 – 15. Februar 2018 1 Woche \| 1 \| Daddy Yankee \| Dura Ramón Ayala, Juan Rivera, Luis Romero, Urbani Mota \| – \| \| 16. Februar 2018 – 8. März 2018 3 Wochen \| 3 \| Bad Bunny \| Amorfoda \| – \| \| 9. März 2018 – 5. April 2018 4 Wochen \| 4 \| Nicky Jam & J Balvin \| X \| – \| \| 6. April 2018 – 3. Mai 2018 4 Wochen (insgesamt 5) \| 5 \| Aitana & Ana Guerra \| Lo malo \| – \| \| 4. Mai 2018 – 31. Mai 2018 4 Wochen \| 4 \| Nio Garcia, Darell & Casper Magico \| Te bote \| – \| \| 1. Juni 2018 – 7. Juni 2018 1 Woche \| 1 \| Cepeda \| Esta vez \| – \| \| 8. Juni 2018 – 26. Juli 2018 7 Wochen \| 7 \| Becky G & Natti Natasha \| Sin pijama Rebbeca Gomez, Natalia Gutiérrez, Nate Campany, Kyle Sherear, Rafael Pina, Ramón Ayala, Gabriel Rivera, Ricky Montaner, Mau Montaner, Jon Leone, Camilo Echeverry \| – \| \| 27. Juli 2018 – 6. September 2018 6 Wochen \| 6 \| Aitana \| Teléfono \| – \| \| 7. September 2018 – 27. September 2018 3 Wochen \| 3 \| Ozuna & Manuel Turizo \| Vaina loca \| – \| \| 28. September 2018 – 4. Oktober 2018 1 Woche \| 1 \| 6ix9ine feat. Anuel AA \| Bebé Ronald Spence Jr., Daniel Hernandez, Emmanuel Gazmey \| – \| \| 5. Oktober 2018 – 11. Oktober 2018 1 Woche \| 1 \| DJ Snake feat. Selena Gomez, Ozuna & Cardi B \| Taki Taki William Grigahcine, Belcalis Almanzar, Jordan Thorpe, Selena Gomez, Ava Brignol, Juan Carlos Ozuna, Vicente Saavedra, Juan Vasquez \| – \| \| 12. Oktober 2018 – 1. November 2018 3 Wochen \| 3 \| Bad Bunny feat. Drake \| Mia Benito Martinez, Aubrey Graham \| – \| \| 2. November 2018 – 15. November 2018 2 Wochen \| 2 \| Rosalía \| Di mi nombre \| – \| \| 16. November 2018 – 29. November 2018 2 Wochen (insgesamt 8) \| 8 \| Paulo Londra \| Adán y Eva \| – \| \| 30. November 2018 – 6. Dezember 2018 1 Woche \| 1 \| Aitana \| Vas a quedarte \| – \| \| 7. Dezember 2018 – 17. Januar 2019 6 Wochen (insgesamt 8) \| 8 \| Paulo Londra \| Adán y Eva \| – \| |                                       |                                              | |                           |
| ← 2017 |                                       |                                              | | → 2019 →                  |
| Zeitraum | Wo. ges.                              | Interpret                                    | Titel Autor(en) | Zusätzliche Informationen |
| (Zeitraum, Wochen auf Platz eins, Interpret, Titel, Autor[en], zusätzliche Informationen) |                                       |                                              | |                           |
| 24. November 2017 – 1. Februar 2018 10 Wochen | 10                                    | Luis Fonsi feat. Demi Lovato                 | Échame la culpa Luis Fonsi, Alejandro Rengifo, Mauricio Rengifo, Andrés Torres                                                                                               | –                         |
| 2. Februar 2018 – 8. Februar 2018 1 Woche (insgesamt 5) | 5                                     | Aitana & Ana Guerra                          | Lo malo | –                         |
| 9. Februar 2018 – 15. Februar 2018 1 Woche | 1                                     | Daddy Yankee                                 | Dura Ramón Ayala, Juan Rivera, Luis Romero, Urbani Mota | –                         |
| 16. Februar 2018 – 8. März 2018 3 Wochen | 3                                     | Bad Bunny                                    | Amorfoda | –                         |
| 9. März 2018 – 5. April 2018 4 Wochen | 4                                     | Nicky Jam & J Balvin                         | X | –                         |
| 6. April 2018 – 3. Mai 2018 4 Wochen (insgesamt 5) | 5                                     | Aitana & Ana Guerra                          | Lo malo | –                         |
| 4. Mai 2018 – 31. Mai 2018 4 Wochen | 4                                     | Nio Garcia, Darell & Casper Magico           | Te bote | –                         |
| 1. Juni 2018 – 7. Juni 2018 1 Woche | 1                                     | Cepeda                                       | Esta vez | –                         |
| 8. Juni 2018 – 26. Juli 2018 7 Wochen | 7                                     | Becky G & Natti Natasha                      | Sin pijama Rebbeca Gomez, Natalia Gutiérrez, Nate Campany, Kyle Sherear, Rafael Pina, Ramón Ayala, Gabriel Rivera, Ricky Montaner, Mau Montaner, Jon Leone, Camilo Echeverry | –                         |
| 27. Juli 2018 – 6. September 2018 6 Wochen | 6                                     | Aitana                                       | Teléfono | –                         |
| 7. September 2018 – 27. September 2018 3 Wochen | 3                                     | Ozuna & Manuel Turizo                        | Vaina loca | –                         |
| 28. September 2018 – 4. Oktober 2018 1 Woche | 1                                     | 6ix9ine feat. Anuel AA                       | Bebé Ronald Spence Jr., Daniel Hernandez, Emmanuel Gazmey | –                         |
| 5. Oktober 2018 – 11. Oktober 2018 1 Woche | 1                                     | DJ Snake feat. Selena Gomez, Ozuna & Cardi B | Taki Taki William Grigahcine, Belcalis Almanzar, Jordan Thorpe, Selena Gomez, Ava Brignol, Juan Carlos Ozuna, Vicente Saavedra, Juan Vasquez                                 | –                         |
| 12. Oktober 2018 – 1. November 2018 3 Wochen | 3                                     | Bad Bunny feat. Drake                        | Mia Benito Martinez, Aubrey Graham | –                         |
| 2. November 2018 – 15. November 2018 2 Wochen | 2                                     | Rosalía                                      | Di mi nombre | –                         |
| 16. November 2018 – 29. November 2018 2 Wochen (insgesamt 8) | 8                                     | Paulo Londra                                 | Adán y Eva | –                         |
| 30. November 2018 – 6. Dezember 2018 1 Woche | 1                                     | Aitana                                       | Vas a quedarte | –                         |
| 7. Dezember 2018 – 17. Januar 2019 6 Wochen (insgesamt 8) | 8                                     | Paulo Londra                                 | Adán y Eva | –                         |

## Alben
| ← 2017 ← | Liste der Nummer-eins-Hits in Spanien | Liste der Nummer-eins-Hits in Spanien | Liste der Nummer-eins-Hits in Spanien         | 2019 →                    |
| \| Zeitraum \| Wo. ges. \| Interpret \| Titel \| Zusätzliche Informationen \| \| (Zeitraum, Wochen auf Platz eins, Interpret, Titel, zusätzliche Informationen) \| \| \| \| \| \| ------------------------------------------------------------------------------ \| -------- \| -------------------------- \| --------------------------------------------- \| ------------------------- \| \| 15. Dezember 2017 – 11. Januar 2018 4 Wochen (insgesamt 10) \| 10 \| Pablo Alborán \| Prometo \| – \| \| 12. Januar 2018 – 18. Januar 2018 1 Woche \| 1 \| Camila Cabello \| Camila \| – \| \| 19. Januar 2018 – 1. Februar 2018 2 Wochen \| 2 \| (Verschiedene Interpreten) \| Operación Triunfo 2017: Lo Mejor 1ª Parte \| – \| \| 2. Februar 2018 – 22. Februar 2018 3 Wochen \| 3 \| (Verschiedene Interpreten) \| Operación Triunfo 2017: No puedo vivir sin ti \| – \| \| 23. Februar 2018 – 8. März 2018 2 Wochen \| 2 \| (Verschiedene Interpreten) \| Operación Triunfo 2017: Lo Mejor 2ª Parte \| – \| \| 9. März 2018 – 15. März 2018 1 Woche \| 1 \| Melendi \| Ahora \| – \| \| 16. März 2018 – 19. April 2018 5 Wochen \| 5 \| Manolo García \| Geometría del Rayo \| – \| \| 20. April 2018 – 26. April 2018 1 Woche \| 1 \| Loquillo \| Rock and Roll Actitud (1978–2018) \| – \| \| 27. April 2018 – 10. Mai 2018 2 Wochen \| 2 \| Niña Pastori \| Bajo tus alas \| – \| \| 11. Mai 2018 – 17. Mai 2018 1 Woche \| 1 \| Arctic Monkeys \| Tranquility Base Hotel & Casino \| – \| \| 18. Mai 2018 – 24. Mai 2018 1 Woche \| 1 \| Love of Lesbian \| El gran truco final \| – \| \| 25. Mai 2018 – 31. Mai 2018 1 Woche \| 1 \| Shawn Mendes \| Shawn Mendes \| – \| \| 1. Juni 2018 – 7. Juni 2018 1 Woche \| 1 \| Amaia Montero \| Nacidos para creer \| – \| \| 8. Juni 2017 – 14. Juni 2018 1 Woche (insgesamt 9) \| 9 \| Pablo Alborán \| Prometo \| – \| \| 15. Juni 2017 – 21. Juni 2018 1 Woche \| 1 \| Christina Aguilera \| Liberation \| – \| \| 22. Juni 2017 – 28. Juni 2018 1 Woche \| 1 \| Gemeliers \| Stereo \| – \| \| 29. Juni 2017 – 2. August 2018 5 Wochen \| 5 \| Cepeda \| Principios \| – \| \| 3. August 2018 – 16. August 2018 2 Wochen (insgesamt 10) \| 10 \| Pablo Alborán \| Prometo \| – \| \| 17. August 2018 – 30. August 2018 2 Wochen \| 2 \| Ariana Grande \| Sweetener \| – \| \| 31. August 2018 – 6. September 2018 1 Woche \| 1 \| Marta Soto \| Míranos \| – \| \| 7. September 2018 – 13. September 2018 1 Woche \| 1 \| Carlos Rivera \| Guerra \| – \| \| 14. September 2018 – 20. September 2018 1 Woche \| 1 \| Blas Cantó \| Complicado \| – \| \| 21. September 2018 – 4. Oktober 2018 2 Wochen (insgesamt 3) \| 3 \| Malú \| Oxígeno \| – \| \| 5. Oktober 2018 – 11. Oktober 2018 1 Woche \| 1 \| Twenty One Pilots \| Trench \| – \| \| 12. Oktober 2018 – 18. Oktober 2018 1 Woche (insgesamt 3) \| 3 \| Malú \| Oxígeno \| – \| \| 19. Oktober 2018 – 25. Oktober 2018 1 Woche (insgesamt 2) \| 2 \| Antonio José \| A un milímetro de ti \| – \| \| 26. Oktober 2018 – 1. November 2018 1 Woche \| 1 \| Morat \| Balas perdidas \| – \| \| 2. November 2018 – 8. November 2018 1 Woche \| 1 \| (Verschiedene Interpreten) \| Operación Triunfo 2018: Lo Mejor 1ª Parte \| – \| \| 9. November 2018 – 15. November 2018 1 Woche \| 1 \| Rosalía \| El mal querer \| – \| \| 23. November 2018 – 29. November 2018 1 Woche \| 1 \| Miriam Rodríguez \| Cicatrices \| – \| \| 30. November 2018 – 6. Dezember 2018 1 Woche \| 1 \| Aitana \| Tráiler \| – \| \| 7. Dezember 2018 – 17. Januar 2019 6 Wochen (insgesamt 7) \| 7 \| Manuel Carrasco \| La cruz del mapa \| – \| |                                       |                                       |                                               |                           |
| ← 2017 |                                       |                                       |                                               | → 2019 →                  |
| Zeitraum | Wo. ges.                              | Interpret                             | Titel                                         | Zusätzliche Informationen |
| (Zeitraum, Wochen auf Platz eins, Interpret, Titel, zusätzliche Informationen) |                                       |                                       |                                               |                           |
| 15. Dezember 2017 – 11. Januar 2018 4 Wochen (insgesamt 10) | 10                                    | Pablo Alborán                         | Prometo                                       | –                         |
| 12. Januar 2018 – 18. Januar 2018 1 Woche | 1                                     | Camila Cabello                        | Camila                                        | –                         |
| 19. Januar 2018 – 1. Februar 2018 2 Wochen | 2                                     | (Verschiedene Interpreten)            | Operación Triunfo 2017: Lo Mejor 1ª Parte     | –                         |
| 2. Februar 2018 – 22. Februar 2018 3 Wochen | 3                                     | (Verschiedene Interpreten)            | Operación Triunfo 2017: No puedo vivir sin ti | –                         |
| 23. Februar 2018 – 8. März 2018 2 Wochen | 2                                     | (Verschiedene Interpreten)            | Operación Triunfo 2017: Lo Mejor 2ª Parte     | –                         |
| 9. März 2018 – 15. März 2018 1 Woche | 1                                     | Melendi                               | Ahora                                         | –                         |
| 16. März 2018 – 19. April 2018 5 Wochen | 5                                     | Manolo García                         | Geometría del Rayo                            | –                         |
| 20. April 2018 – 26. April 2018 1 Woche | 1                                     | Loquillo                              | Rock and Roll Actitud (1978–2018)             | –                         |
| 27. April 2018 – 10. Mai 2018 2 Wochen | 2                                     | Niña Pastori                          | Bajo tus alas                                 | –                         |
| 11. Mai 2018 – 17. Mai 2018 1 Woche | 1                                     | Arctic Monkeys                        | Tranquility Base Hotel & Casino               | –                         |
| 18. Mai 2018 – 24. Mai 2018 1 Woche | 1                                     | Love of Lesbian                       | El gran truco final                           | –                         |
| 25. Mai 2018 – 31. Mai 2018 1 Woche | 1                                     | Shawn Mendes                          | Shawn Mendes                                  | –                         |
| 1. Juni 2018 – 7. Juni 2018 1 Woche | 1                                     | Amaia Montero                         | Nacidos para creer                            | –                         |
| 8. Juni 2017 – 14. Juni 2018 1 Woche (insgesamt 9) | 9                                     | Pablo Alborán                         | Prometo                                       | –                         |
| 15. Juni 2017 – 21. Juni 2018 1 Woche | 1                                     | Christina Aguilera                    | Liberation                                    | –                         |
| 22. Juni 2017 – 28. Juni 2018 1 Woche | 1                                     | Gemeliers                             | Stereo                                        | –                         |
| 29. Juni 2017 – 2. August 2018 5 Wochen | 5                                     | Cepeda                                | Principios                                    | –                         |
| 3. August 2018 – 16. August 2018 2 Wochen (insgesamt 10) | 10                                    | Pablo Alborán                         | Prometo                                       | –                         |
| 17. August 2018 – 30. August 2018 2 Wochen | 2                                     | Ariana Grande                         | Sweetener                                     | –                         |
| 31. August 2018 – 6. September 2018 1 Woche | 1                                     | Marta Soto                            | Míranos                                       | –                         |
| 7. September 2018 – 13. September 2018 1 Woche | 1                                     | Carlos Rivera                         | Guerra                                        | –                         |
| 14. September 2018 – 20. September 2018 1 Woche | 1                                     | Blas Cantó                            | Complicado                                    | –                         |
| 21. September 2018 – 4. Oktober 2018 2 Wochen (insgesamt 3) | 3                                     | Malú                                  | Oxígeno                                       | –                         |
| 5. Oktober 2018 – 11. Oktober 2018 1 Woche | 1                                     | Twenty One Pilots                     | Trench                                        | –                         |
| 12. Oktober 2018 – 18. Oktober 2018 1 Woche (insgesamt 3) | 3                                     | Malú                                  | Oxígeno                                       | –                         |
| 19. Oktober 2018 – 25. Oktober 2018 1 Woche (insgesamt 2) | 2                                     | Antonio José                          | A un milímetro de ti                          | –                         |
| 26. Oktober 2018 – 1. November 2018 1 Woche | 1                                     | Morat                                 | Balas perdidas                                | –                         |
| 2. November 2018 – 8. November 2018 1 Woche | 1                                     | (Verschiedene Interpreten)            | Operación Triunfo 2018: Lo Mejor 1ª Parte     | –                         |
| 9. November 2018 – 15. November 2018 1 Woche | 1                                     | Rosalía                               | El mal querer                                 | –                         |
| 23. November 2018 – 29. November 2018 1 Woche | 1                                     | Miriam Rodríguez                      | Cicatrices                                    | –                         |
| 30. November 2018 – 6. Dezember 2018 1 Woche | 1                                     | Aitana                                | Tráiler                                       | –                         |
| 7. Dezember 2018 – 17. Januar 2019 6 Wochen (insgesamt 7) | 7                                     | Manuel Carrasco                       | La cruz del mapa                              | –                         |